# Classic Lolita

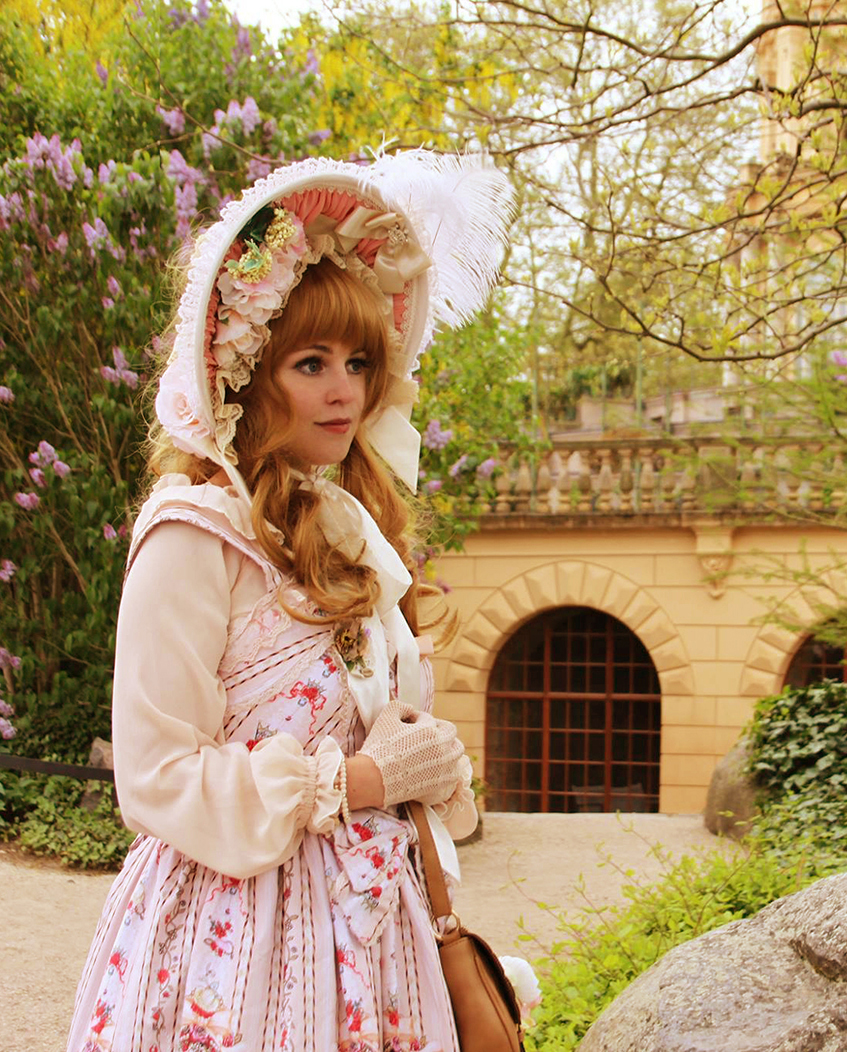
Mulher vestida no estilo Classic Lolita.

Classic Lolita ou Classical Lolita é uma subcategoria do estilo moda japonesa Lolita, e tende a ser mais maduro e similar da era vitoriana e rococó.
O Classic Lolita se caracteriza pelas cores mais clássicas, tais como vinho, esmeralda e creme e pelas estmapas florais maduras e xadrez. Seus acessórios são mais elegantes que os dos outros estilos de Loli: camafeus, flores articiais, pérolas, minicartolas e laços bem aplicados são comuns. Muitas roupas em estilo Classic Lolita possuem a chamada cintura imperial, logo abaixo do busto, e as saias às vezes são mais longas que as dos outros estilos Lolita.

## Site de marcas japonesas que trabalham com o estilo
- Juliette et Justine
- Mary Magdalene
- Millefleurs
- Victorian Maiden